# Aurignacien

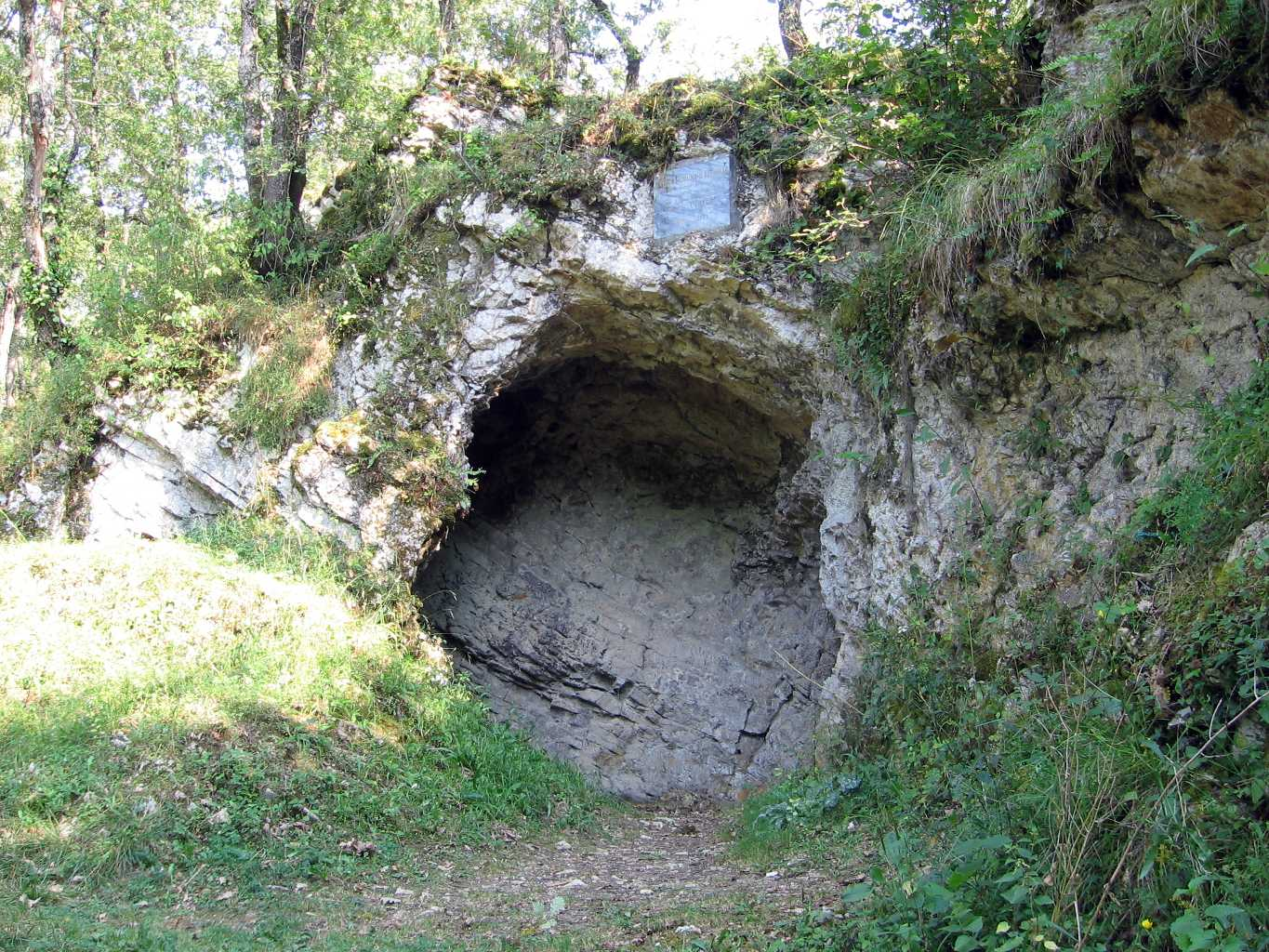
Vchod do Aurignacké jeskyně

Aurignacien [óriňasien] je první jasně mladopaleolitická kultura (jejím nositelem je již homo sapiens). Spadá do starší fáze mladého paleolitu a je datován přibližně do období 38 až 28 tisíc let BP.

## Dějiny bádání
Eponymní lokalita Aurignacká jeskyně (la grotte d'Aurignac) leží v jižní Francii na úpatí Pyrenejí, asi 50 km jz od Toulouse. Prozkoumal ji paleontolog a archeolog Édouard Lartet, který na základě nálezů z této lokality roku 1861 demonstroval současnost některých vyhynulých druhů zvířat s člověkem. Lartet také dle nálezů z Aurignacké jeskyně vyčlenil ve své periodizaci paleolitu (založené na paleontologických nálezech) tzv. období mamutů. Specifičnosti aurignacké industrie si později povšiml Gabriel de Mortillet, který ovšem aurignacien nedovedl správně chronologicky zařadit a proto jej ve své periodizaci paleolitu vynechal.
Pojem aurignacien byl použit až r. 1906 Henri Breuilem a Émilem Cartailhackem, a to pro označení mladopaleolitické industrie, kterou zařadili mezi (středopaleolitický) moustérien a solutréen. Breuil rozdělil aurignacien na 3 stupně (starší, střední a mladší).
Původní Breuilův pojem starší aurignacien byl ve 30. letech nahrazen samostatnou kulturou tzv. perigordiénu, kterou definoval Denis Peyrony roku 1933. Další úpravu Breuilovy periodizace provedla Dorothy Garrod, která definovala mladší stupeň aurignacienu jako tzv. gravettien.

## Antropologie
Nositeli aurignacienu jsou již anatomicky moderní lidé. Průzkum jeskyně Cueva Bajondillo ve Španělsku odhalil industrie starší než 40 tisíc let. Nejstarší kosterní pozůstatky z prostředí evropského aurignacienu jsou známy z rumunské lokality Peștera cu Oase.
Jednou z nejvýznamnějších lokalit jsou i moravské mladečské jeskyně (označené jako Mladeč I a Mladeč II), kde byl nalezeno sedm lebek anatomicky moderních lidí. Tyto lebky jsou vůbec nejstaršími pozůstatky homo sapiens ve střední Evropě, jejichž stáří bylo radiokarbonovou metodou určeno na 31 tis. let.
Mezi další důležité lokality s nálezy nejstarších příslušníků h. sapiens v Evropě patří jeskyně Sv. Prokopa v Praze 5, nálezy z eponymní lokality Aurignac či nálezy z anglické lokality Kents Cavern 4.

## Rozšíření

Rozšíření aurignackého osídlení

Od Pyrenejského poloostrova do Polska a Německa, od jižní Anglie až do Ruska a na Balkánský poloostrov. K Aurignacké kultuře náleží i enkláva na Předním východě.

## Sídliště
Sídliště aurignacké kultury mohou být situována v chráněných prostorách jeskyní a skalních převisů, stejně jako na otevřených prostranstvích. Jeskynní sídliště převládají v západní Evropě, zatímco ve střední a východní Evropě jsou spíše známa sídliště otevřená. Ze střední Evropy jsou známa sídliště z Tibavy, Seni a Barci (Slovensko), z rakouského Stratzingu a moravských lokalit Stránská skála (Brno), Vedrovice či Milovice.
V roce 1933 byly stopy osídlení z doby aurignacké kultury zjištěny v Dobrkovické jeskyni na Českokrumlovsku.

## Umění
Umění aurignacienu je vyspělé a vykazuje regionální odlišnosti. Můžeme je rozdělit na:
- rytiny, které jsou obvykle geometrické, vzácněji se vyskytne hrubá rytina zvířete
- zvířecí či lidské plastiky z mamutoviny
- skalní malby
- Dále je možné vyčlenit šperky, které jsou představovány jednoduchými závěsky

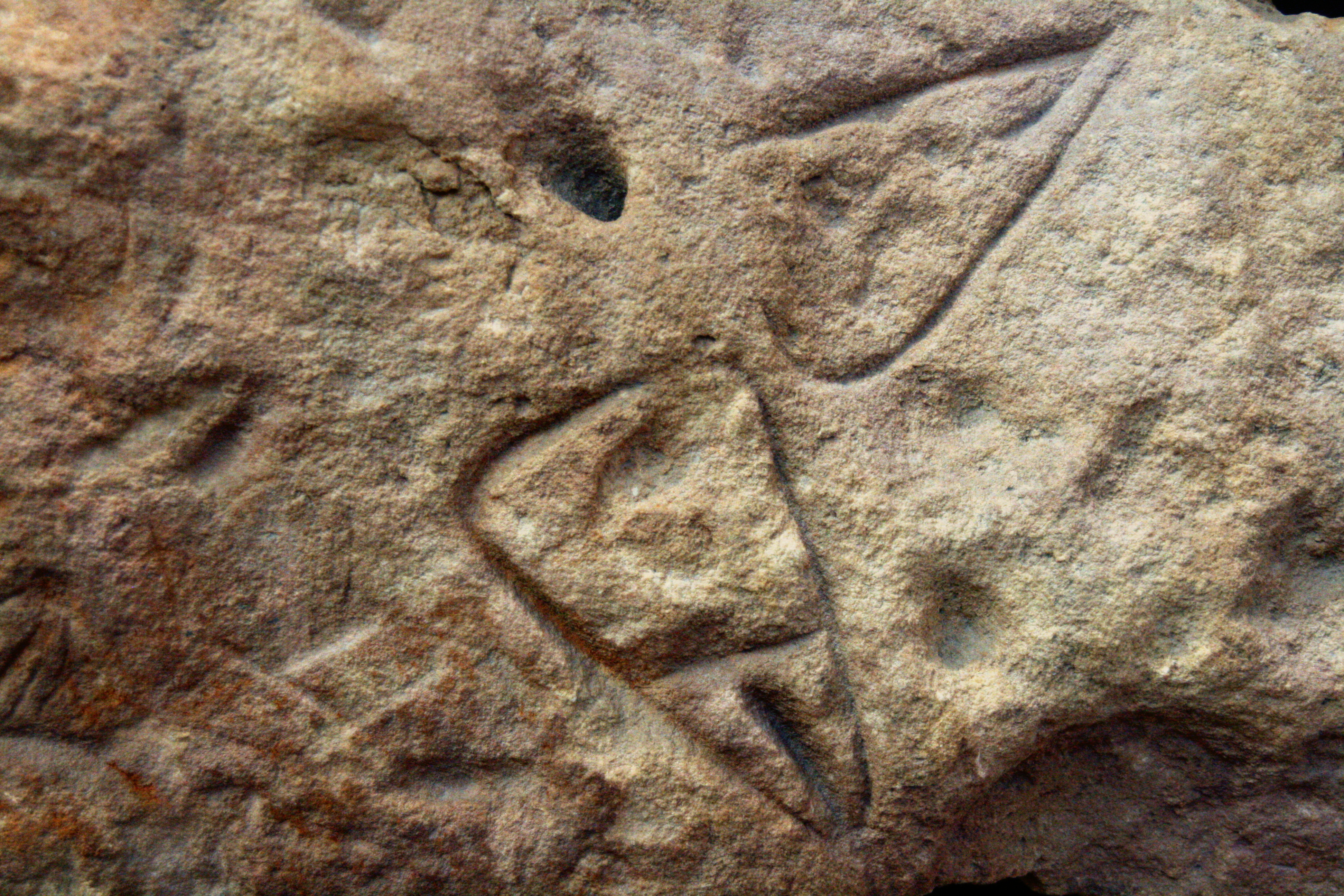
Aurignacké antropomorfní rytiny z La Ferrassie (Francie)
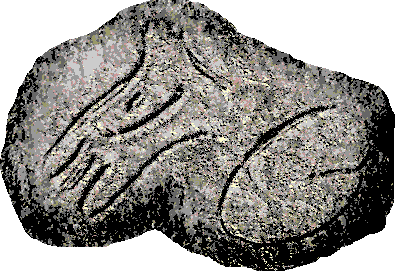
Rytina z Abri Cellier (Francie)
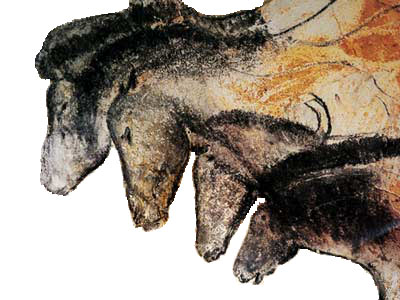
Aurignacké malby z jeskyně Chauvet (Francie)
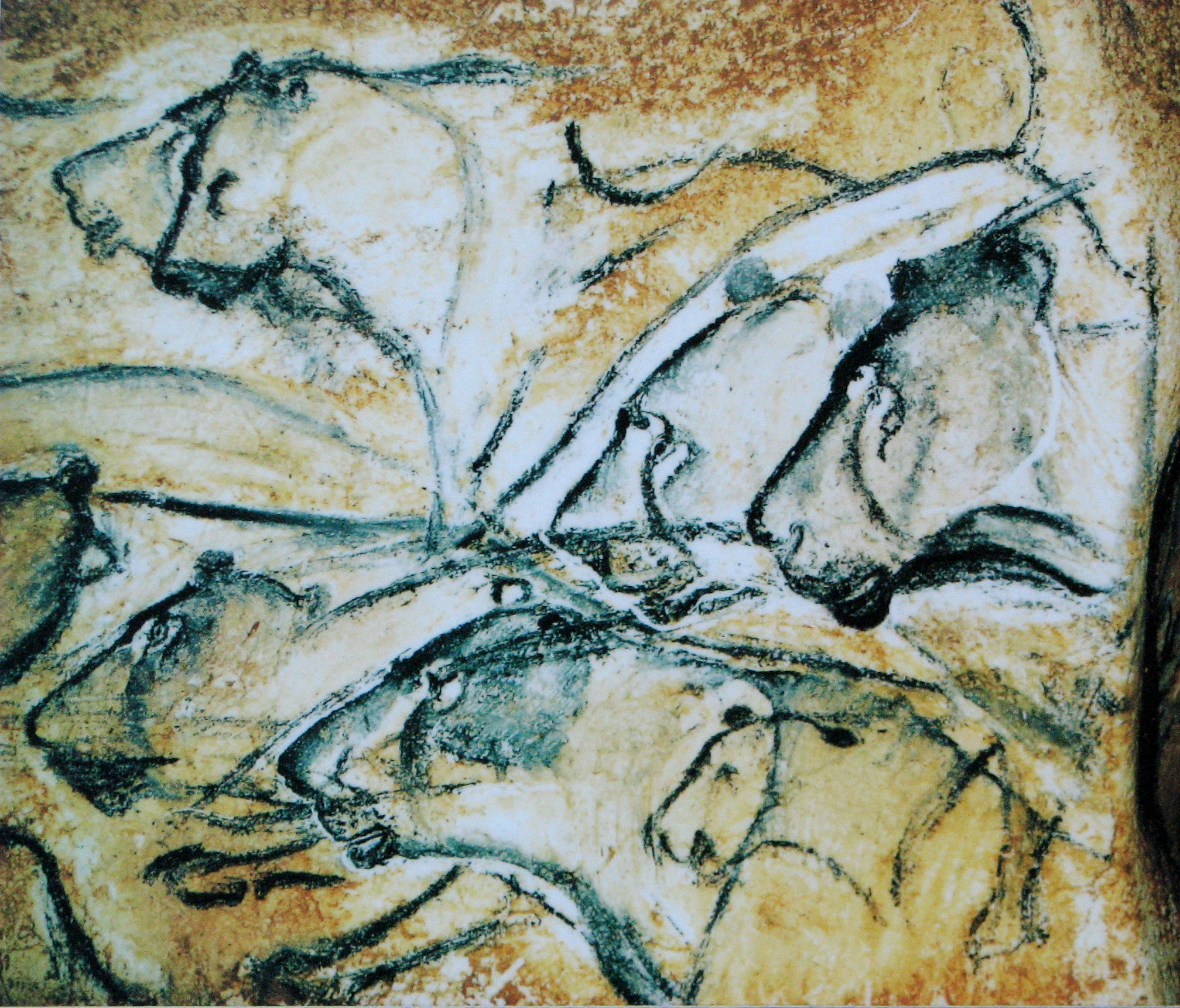
Aurignacké malby z jeskyně Chauvet (Francie)
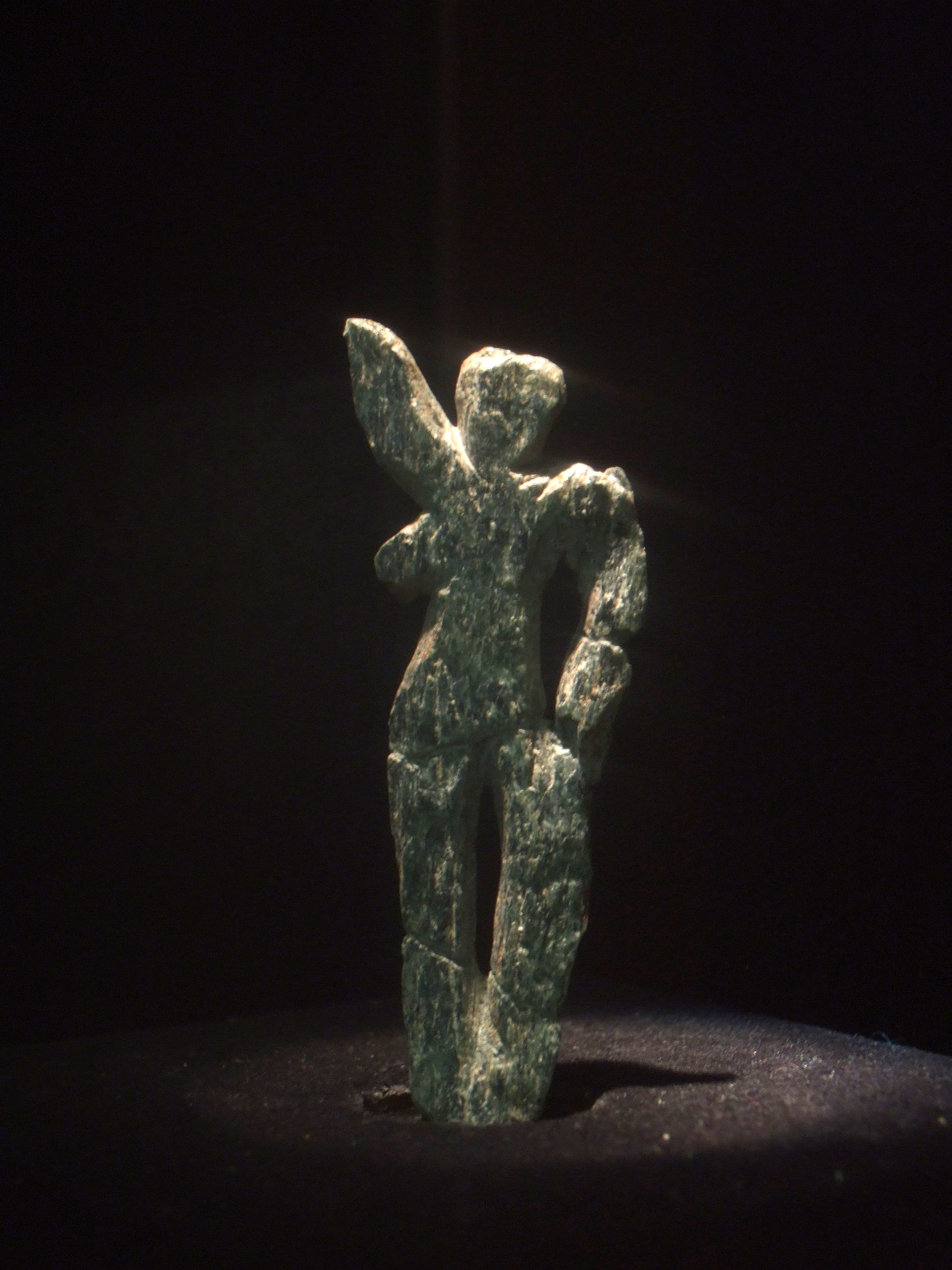
Tančící venuše z Galgenberg (Německo), vyrobená ze zeleného serpentinitu
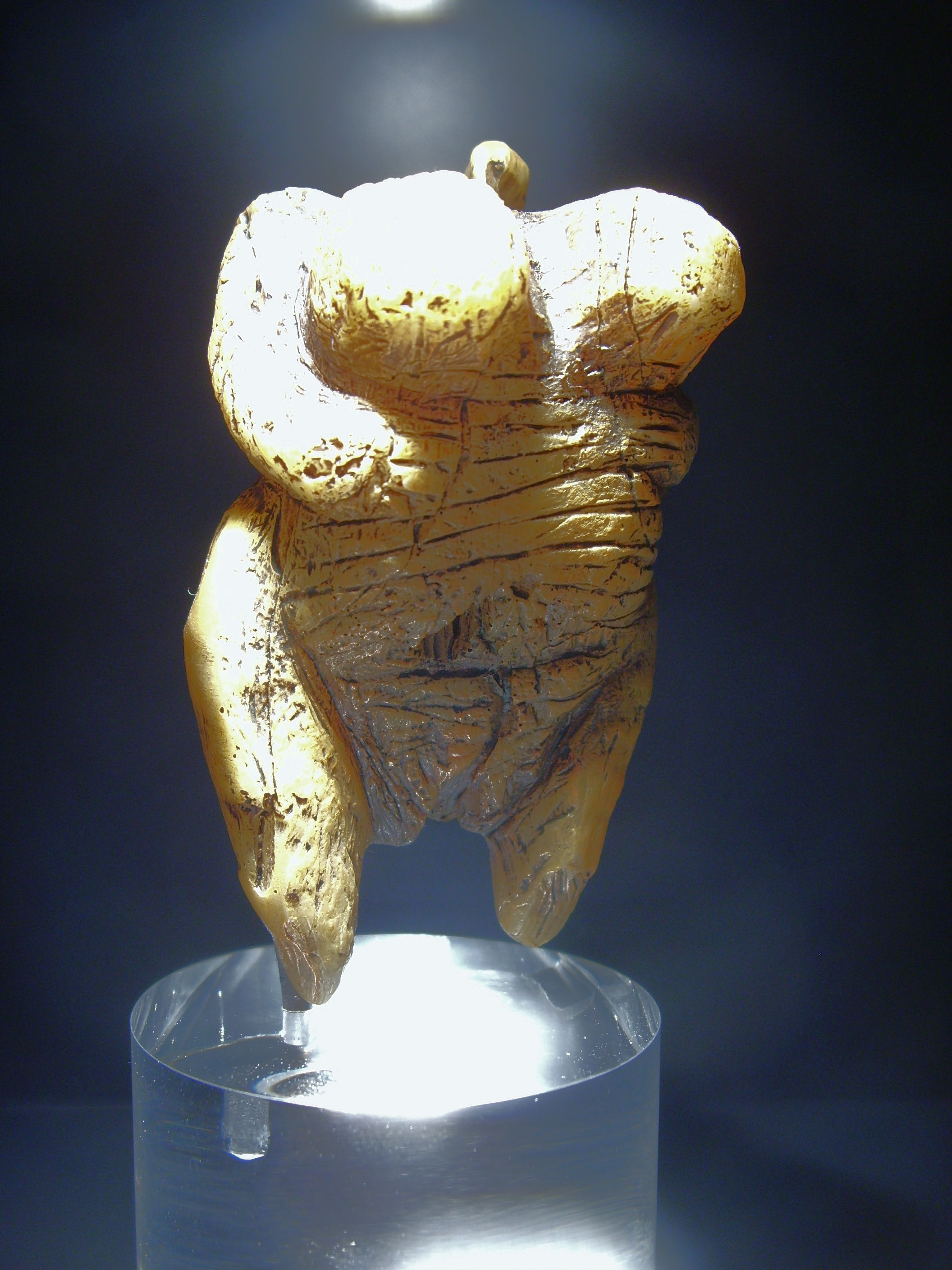
Venuše z Hohle Fels (Německo)
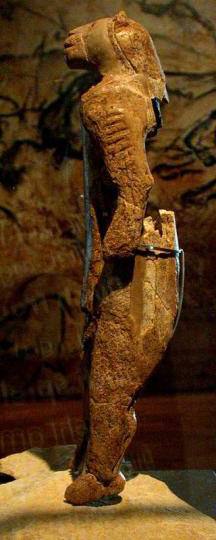
Lví muž z Hohlenstein-Stadel (Německo)
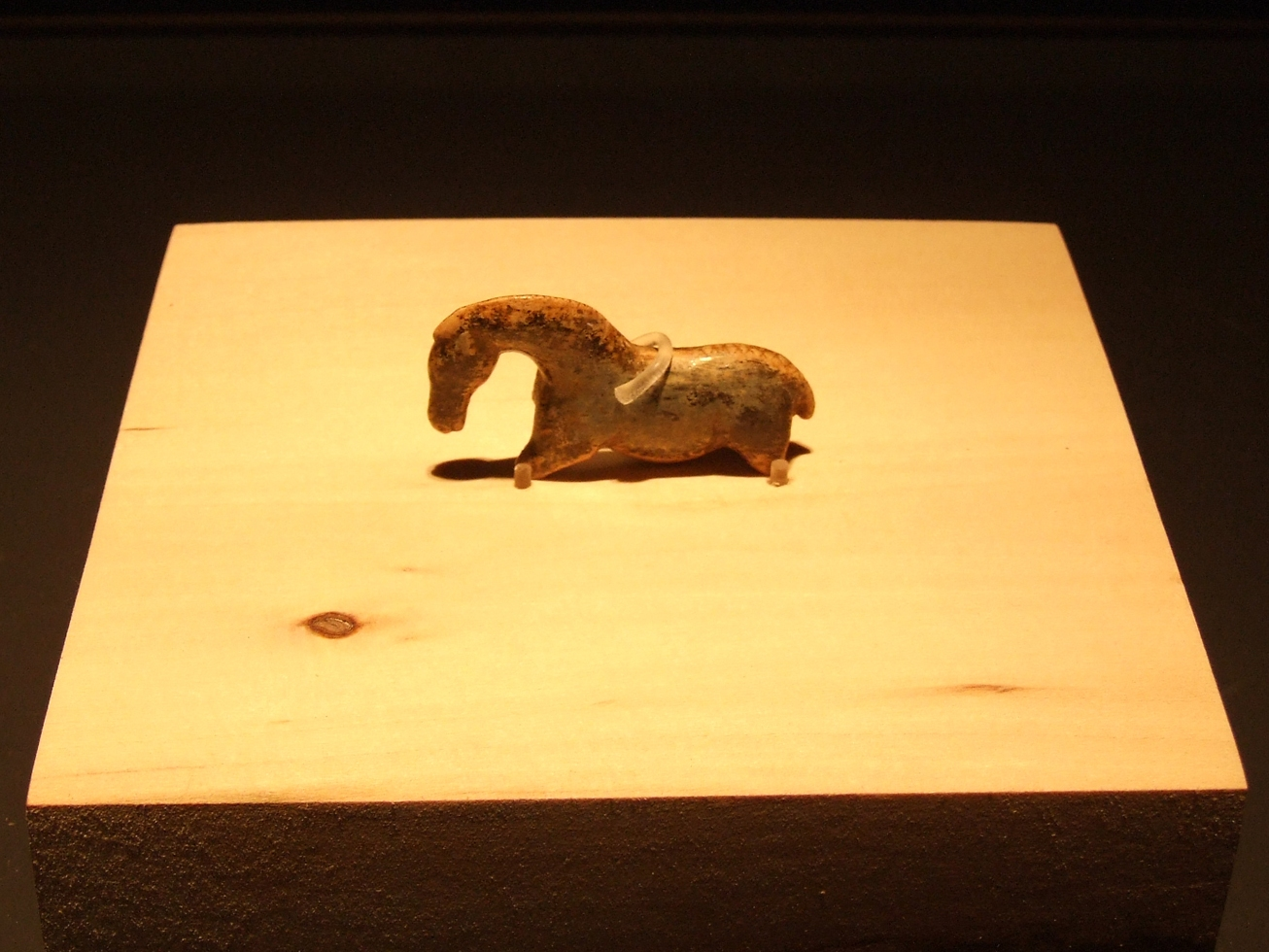
Plastika koně z Vogelherd (Německo)